# Henrikstorps glasbruk
Henrikstorps glasbruk eller Skånska glasbruket (ej att förväxla med glasbruket i Trelleborg som under några år på 1950-talet också kallades Skånska glasbruket) var ett svenskt glasbruk i drift 1692–1762 i Perstorps socken.  Glasbruket kom vid sidan av Kungsholmens glasbruk att bli det tidiga 1700-talets viktigaste i Sverige. 

## Historik
Henrikstorps glasbruk anlades av Göran Pielman (omkring 1640–1713, 1681 adlad Adlersten).  Pielman var en hårdför reduktionsman som erhöll rika förläningar i det en generation tidigare erövrade Skåne. Han fick 1692 privilegium på att anlägga ett glasbruk i de skogrika delarna av Skåne, närmare bestämt på gården Henrikstorps ägor i Perstorps socken. Efter hans död 1713 ärvdes glasbruket av döttrarna Kristina Beata, Ulrica och Maria. Kristina Beata tog så småningom över driften. Hon drev glasbruket under större delen av dess verksamhetstid, i 41 av dess sjuttio år i drift. Vi hennes död 1754 överläts bruket till släkterna Schönström och Siöstierna. Fastigheten och bruket köptes 1761 av generalen Gustaf David Hamilton på Barsebäcks slott. 
Adlersteen anställde en grupp yrkeskunniga arbetare från Tyskland (främst från provinserna Hessen och Mecklenburg). Den förste arbetsledaren var Måns Stål från Stockholm. Som mest var ett 60-tal personer anställda vid glasbruket. Till en början tillverkades enklare varor som fönsterglas och flaskor, men från 1716 utökades privilegiet till att omfatta ofärgat hålglas (blåst glas) och graverat glas. Sand togs från Finjasjön eller Sorrödssjöarna och kvarts bröts i Attarp i Västra Torup.
Från mitten av 1700-talet ökade konkurrensen från de nyanlagda bruken Limmared och Kosta. 
Bruket ödelades av en anlagd brand i maj 1762 och återuppbyggdes inte.